# ياكوب ألت
ياكوب ألت (بالألمانية: Jakob Alt)‏ هو رسام نمساوي وألماني، ولد في 27 سبتمبر 1789 في فرانكفورت في ألمانيا، وتوفي في 30 سبتمبر 1872 في فيينا في النمسا.

## وصلات خارجية
- ياكوب ألت على موقع ميوزك برينز (الإنجليزية)
- ياكوب ألت على موقع ديسكوغز (الإنجليزية)